# Kevin Spadanuda
Kevin Spadanuda, né le 16 janvier 1997 à Bülach en Suisse, est un footballeur italo-suisse jouant au poste d'ailier au FC Lucerne.

## Biographie

### En club

#### Formation en Suisse (jusqu'en 2022)
Kevin Spadanuda passe ses premières années de football au FC Glattfelden et passe notamment par Zurich, où son père, Claudio, l'avait inscrit, mais il passe l'essentiel de sa formation au FC Aarau, où il est considéré comme étant un grand espoir. Néanmoins, Kevin fait face à des problèmes de dos, qui le force à arrêter le football à 19 ans, en 2016.
Ne pouvant plus espérer devenir footballeur professionnel, il entame alors une formation de logisticien, et arpente dans le même temps les machines de la salle de sport où il renforce considérablement son dos, le soulageant significativement de ses douleurs. Voyant ses progrès, il reprend alors du service dès 2017, dans les derniers échelons du football suisse, au FC Schinznach-Bad.
Entre 2017 et 2019, l'attaquant suisse évolue rapidement, et passe après une petite année seulement au SC Schöftland, qui évolue deux divisions au-dessus, comme Renato Steffen l'avait fait, puis va très vite jusqu'au FC Baden, alors en quatrième division suisse, recruté par Ranko Jakovljević, son ancien coach à Aarau. Après 26 matchs et 12 buts au FC Baden, il signe son grand retour dans son club formateur, alors en deuxième division suisse, le FC Aarau.
Après une petite période d'adaptation où il rencontre diverses blessures, n'étant physiquement pas prêt à évoluer en Challenge League, l'attaquant va rapidement s'imposer comme un joueur important de l'effectif, et va marquer les esprits lors de la saison 2021-2022, en inscrivant 18 buts en 34 matchs, assortis de 6 passes décisives. Ces performances, remarquées, lui ouvrent des portes en Super League, mais c'est finalement en France que l'attaquant signe.

#### AC Ajaccio (2022-2023)
Kevin Spadanuna signe à l'AC Ajaccio le 24 juin 2022, récemment promu en Ligue 1. Sandro Burki, directeur sportif d'Aarau, estime que c'est une « histoire incroyable », et une « récompense très spéciale » pour l'attaquant.
Il joue son premier match contre Lyon le 5 août 2022, en remplaçant à la 71e minute Cyrille Bayala.
Après avoir longtemps été sur le banc des remplaçants voire relégué en réserve, Spadanuda acquiert un bon temps de jeu à partir d'avril 2023, et inscrit dans le même temps sa première passe décisive face à Clermont.

#### Retour en Suisse (depuis 2023)
Le 27 juin 2023, avec la descente de l'AC Ajaccio en Ligue 2 et une saison en échec avec aucun but marqué, l'ailier décide de retourner dans son pays natal, en signant un contrat de trois ans avec le FC Lucerne.

## Vie privée
Kevin Spadanuna a une fille, Naiara, née au début de l'année 2021.

## Statistiques
| Saison                | Club                  | Championnat           | Championnat | Championnat | Championnat | Coupe(s) nationale(s) | Coupe(s) nationale(s) | Coupe(s) nationale(s) | Total | Total | Total |
| Saison                | Club                  | Division              | M.          | B.          | P.d.        | M.                    | B.                    | P.d.                  | M.    | B.    | P.d.  |
| 2018-2019             | SC Schöftland         | 2. Liga Inter.        | 9           | 2           | 0           | -                     | -                     | -                     | 9     | 2     | 0     |
| 2018-2019             | FC Baden              | 1. Liga.              | 25          | 16          | 5           | 1                     | 0                     | 0                     | 26    | 16    | 5     |
| 2019-2020             | FC Aarau              | Challenge League      | 23          | 3           | 5           | 1                     | 0                     | 0                     | 24    | 3     | 5     |
| 2020-2021             | FC Aarau              | Challenge League      | 33          | 6           | 4           | 4                     | 0                     | 1                     | 37    | 6     | 5     |
| 2021-2022             | FC Aarau              | Challenge League      | 34          | 18          | 5           | 3                     | 3                     | 0                     | 37    | 21    | 5     |
| Sous-total            | Sous-total            | Sous-total            | 124         | 45          | 19          | 9                     | 3                     | 1                     | 133   | 48    | 20    |
| 2022-2023             | AC Ajaccio            | Ligue 1               | 22          | 0           | 1           | -                     | -                     | -                     | 22    | 0     | 1     |
| Total sur la carrière | Total sur la carrière | Total sur la carrière | 146         | 45          | 20          | 9                     | 3                     | 1                     | 155   | 48    | 21    |